# Baliga nicobarica
Baliga nicobarica är en insektsart som först beskrevs av Brauer 1865.  Baliga nicobarica ingår i släktet Baliga och familjen myrlejonsländor. Inga underarter finns listade i Catalogue of Life.